# Oprogramowanie biznesowe
Oprogramowanie biznesowe – jest to rodzaj oprogramowania użytkowego przeznaczonego do użytkowania przez przedsiębiorstwa. Jego zadaniem jest wspomaganie działalności w takich obszarach, jak produkcja, handel, gospodarka magazynowa, księgowość itp.